# Wassili Chludoff
'Wassili Chludoff' est un cultivar de rosier de Noisette obtenu en France en 1886 par le rosiériste Gilbert Nabonnand, grand spécialiste par ailleurs des rosiers thé. Il a été baptisé et mis au commerce en 1896 par ses fils, Clément et Paul Nabonnand. Il doit son nom à un membre de la riche famille d'industriels russes des Khloudov, magnats du textile. Vassili Alexeïevitch Khloudov (selon l'orthographe moderne), né en 1839 et mort en 1913 et grand mélomane, était l'époux d'une riche héritière du commerce du thé en Russie, Nina Florentievna Perlova, et le frère de la richissime Varvara Morozova. Ils passaient des hivers et des printemps sur la Côte d'Azur puis se sont fait construire en 1896 une villa à Sotchi (restaurée en 2016) dans leur domaine acheté en 1882 et dont il subsiste le parc, le parc Riviera, grand jardin botanique de la ville aujourd'hui. 

## Description
Il s'agit d'un rosier grimpant pouvant atteindre à 300 à 400 cm sous un climat doux, très vigoureux et sarmenteux. Ses fleurs sont grosses (26-40 pétales) et pleines, avec un centre sphérique à conique. Le bord des pétales est légèrement retroussé. Elles sont de couleur rose saumon argenté avec le dos des pétales plus clair et odorantes. La floraison est remontante. Le feuillage est bronzé à vert foncé avec des feuilles pointues et ovales, plates et dentées sur des tiges rouges lorsqu'elles sont jeunes.
Sa zone de rusticité est de 6b à 9b. Son pied a besoin d'être protégé par grand froid. Il se plaît dans des situations ensoleillées et il est très florifère sous un climat doux.
On peut l'admirer à la roseraie du Val-de-Marne à L'Haÿ-les-Roses.
Il a été mis au commerce en Australie en 1909 sous le nom de 'Wasily Chludoff'. Ce cultivar est toujours commercialisé et prisé par les amateurs dans toute l'Europe,.

## Descendance
- Par croisement avec le pollen de 'Climbing Général Mac Arthur' (Hugh Dicskon, hybride de thé, 1923), il a donné naissance à 'Marie Nabonnand' (Clément Nabonnand, hybride de thé, 1938)[8].